# Apiloscatopse labellata
Apiloscatopse labellata är en tvåvingeart som först beskrevs av Cook 1965.  Apiloscatopse labellata ingår i släktet Apiloscatopse och familjen dyngmyggor. Inga underarter finns listade i Catalogue of Life.